# Graves (serie televisiva)
Graves è una serie televisiva statunitense creata e sceneggiata da Joshua Michael Stern.
Negli Stati Uniti, paese di origine della serie, venne trasmessa sul canale televisivo Epix a partire dal 16 ottobre 2016, mentre in Italia debuttò il 17 ottobre 2016 su TIMvision.
Il 17 novembre 2016, la serie è stata rinnovata per una seconda stagione composta sempre da dieci episodi. Il 21 dicembre 2017, Epix cancella la serie dopo due stagioni.

## Trama
La serie è incentrata sul personaggio di Richard Graves, un ex presidente degli Stati Uniti, interpretato da Nick Nolte. Graves è ritenuto dai mass media il peggiore presidente della storia americana, soprattutto a causa della sua pessima strategia riguardo all'immigrazione, ai diritti LGBT e al finanziamento pubblico per l'Arte e la Scienza, tutti temi per i quali il suo Paese ancora paga le conseguenze a 20 anni dal suo mandato. Per cancellare la sua brutta nomea e per cercare di recuperare credibilità agli occhi della stampa e degli americani, Graves decide di "intraprendere un percorso di redenzione all’insegna della totale onestà e dell’unpolitically correct".

## Episodi
| Stagione         | Episodi | Prima TV USA | Pubblicazione Italia |
| ---------------- | ------- | ------------ | -------------------- |
| Prima stagione   | 10      | 2016         | 2016                 |
| Seconda stagione | 10      | 2017         | 2017                 |

## Personaggi e interpreti

### Personaggi perincipali
- Richard Graves, interpretato da Nick Nolte, doppiato da Stefano De Sando.
- Isaiah Miller, interpretato da Skylar Astin, doppiato da Gianluca Crisafi.
- Olivia Graves, interpretata da Heléne Yorke, doppiata da Domitilla D'Amico.
- Jeremy Graves, interpretato da Chris Lowell, doppiato da Francesco Pezzulli.
- Samantha Vega, interpretata da Callie Hernandez, doppiata da Benedetta Degli Innocenti.
- Margaret Graves, interpretata da Sela Ward, doppiata da Laura Boccanera.

### Personaggi ricorrenti
- Lawrence Mills, interpretato da Roger Bart, doppiato da Massimo Lodolo.
- Jacob Mann, interpretato da Ernie Hudson, doppiato da Paolo Marchese.
- Madre di Isaiah, interpretata da Kathy Najimy.
- Senatore Walsh, interpretato da Robert Pine.
- Laura Wolf, interpretata da Nora Dunn.

### Personaggi secondari
- Ramona Alvarez, interpretata da Angélica María.
- Annie Spiro, interpretata da Nia Vardalos, doppiata da Tatiana Dessi.
- Summer, interpretata da Tania Gunadi.
- Arturo Del Rey, interpretato da Khotan Fernandez.
- Jonathan Dalton, interpretato da Harry Hamlin, doppiato da Mario Cordova.
- Chuy, interpretato da Sale Taylor.
- Tasha Ludwig, interpretata da Conor Leslie.
- Thomas Nash, interpretato da Chris Elliott.
- Katie Farrell, interpretata da Spencer Grammer, doppiata da Francesca Manicone.
- Julia Martinez, interpretata da Joanna Sanchez.
- Christopher Sachs, interpretato da Adam Goldberg, doppiato da Oreste Baldini.
- Jerry North, interpretato da Wallace Shawn, doppiato da Giorgio Lopez.
- Bonnie Clegg, interpretata da Lauren Weedman.
- Phoenix Wells, interpretato da Michael Cyril Creighton.
- Becky Keegan, interpretata da Sarah Baker, doppiata da Antonella Baldini.
- Bailey Todd, interpretata da Juliette Lewis.
- Heller, interpretato da Robert Henkel Jr., doppiato da Raffaele Carpentieri.
- Dott. Sandra Schwartz, interpretata da Rebecca Wisocky, doppiata da Alessandra Korompay.
- Doug Johnson, interpretato da Jerry Lambert, doppiato da Massimo Bitossi.
- Jesse Enright, interpretato da Matt Long, doppiato da Marco Vivio.
- Danny, interpretato da Dave Register, doppiato da Riccardo Scarafoni.
- Thomas Roberts, interpretato da Thomas Roberts, doppiato da Jacopo Lo Conte.
- Jo Crawford, interpretata da Kelly Jenrette, doppiata da Stella Gasparri.